# Dipaenae salcedo
Dipaenae salcedo är en fjärilsart som beskrevs av Paul Dognin 1898. Dipaenae salcedo ingår i släktet Dipaenae och familjen björnspinnare. Inga underarter finns listade i Catalogue of Life.